# アレッシア・マッザーロ
アレッシア・マッザーロ（Alessia Mazzaro、1998年9月19日 - ）は、イタリアの女子バレーボール選手。ポジションはミドルブロッカー。イタリア代表。

## 来歴
- クラブチーム

トラダーテ出身。2014年、Saugella Team Monzaに入団。当時、セリエA2だったチームのA1昇格へ貢献した。2016年、Polisportiva Filottrano Pallavoloへ移籍し、2016/17シーズンのセリエA2優勝を果たし、翌シーズンのセリエA1昇格を果たした。2018年5月、サヴィーノ・デルベーネ・スカンディッチへ移籍し、2018/19シーズンのセリエA1リーグ、イタリアカップで3位となった。2019年7月、キエーリ'76・バレーボールへの移籍が発表され、4年間中心選手として活躍。2021/22シーズンはイタリアカップで3位、2022/23シーズンのセリエA1リーグで5位の成績を残した。2023年5月、イル・ビゾンテ・フィレンツェへ移籍し、2023/24シーズンのセリエA1リーグ、イタリアカップに出場した。2024年5月、イゴール・ゴルゴンゾーラ・ノヴァーラへ移籍した。
- 代表チーム

アンダーカテゴリーの代表として2015年8月、U-19世界選手権に出場し金メダルを獲得した。2021年、シニア代表に初選出され、同年の欧州選手権に出場し金メダルを獲得した。2023年、ネーションズリーグではレギュラーとして起用され、6位となった。

## 球歴
- ネーションズリーグ - 2021年、2022年、2023年
- 欧州選手権 - 2021年

## 所属クラブ
- Saugella Team Monza（2014-2016年）
- Polisportiva Filottrano Pallavolo（2016-2018年）
- サヴィーノ・デルベーネ・スカンディッチ（2018-2019年）
- キエーリ'76・バレーボール（2019-2023年）
- イル・ビゾンテ・フィレンツェ（2023-2024年）
- イゴール・ゴルゴンゾーラ・ノヴァーラ（2024-）